# Рак матки
Рак матки — злоякісна пухлина матки, яка розвивається з тканин матки. Рак тіла матки формується з слизової оболонки матки, а саркома матки – з м’язів або опорної тканини матки. На рак тіла матки припадає приблизно 90% усіх випадків раку матки в Сполучених Штатах. Симптоми раку ендометрію включають зміни вагінальної кровотечі або біль у тазу. Симптоми саркоми матки включають незвичну вагінальну кровотечу або утворення у вагіні.
Фактори ризику раку тіла матки включають ожиріння, метаболічний синдром, діабет 2 типу, прийом таблеток, що містять естроген без прогестерону, використання тамоксифену в анамнезі, пізню менопаузу та сімейну історію захворювання. Фактори ризику саркоми матки включають попередню променеву терапію малого тазу. Діагностика раку ендометрію зазвичай базується на біопсії ендометрію. Діагноз саркоми матки можна запідозрити на основі симптомів, гінекологічного огляду та медичної візуалізації.
Рак тіла матки часто можна вилікувати, тоді як саркому матки зазвичай важче лікувати. Лікування може включати комбінацію хірургічного втручання, променевої терапії, хіміотерапії, гормональної терапії та таргетної терапії. Трохи більше 80% жінок живуть більше 5 років після встановлення діагнозу.
У 2015 році близько 3,8 мільйона жінок постраждали у всьому світі, і це призвело до 90 000 смертей. Рак тіла матки є відносно поширеним, тоді як саркоми матки зустрічаються рідко. У США рак матки становить 3,5% нових випадків раку. Найчастіше вони виникають у жінок віком від 45 до 74 років із середнім віком діагностики 63 роки.

## Причини та фактори ризику

Age adjustment смертності від раку тіла матки на 100 000 жителів у 2004 р.
no data
less than 0.5
0.5–1
1–1.5
1.5–2
2–2.5
2.5–3
3–3.5
3.5–4
4–4.5
4.5–5
5–8
more than 8

Достовірно невідомо, які можуть бути причини раку матки, хоча гормональний дисбаланс називають фактором ризику. Вважається, що рецептори естрогену, які, як відомо, присутні на поверхні клітин цього типу раку, взаємодіють з гормоном, викликаючи посилений ріст клітин, що може призвести до раку. Точний механізм, як це відбувається, не зрозумілий.
Фактори ризику раку ендометрію включають ожиріння, метаболічний синдром, діабет 2 типу, прийом таблеток, що містять естроген без прогестерону, використання тамоксифену в анамнезі, пізню менопаузу та певні спадкові захворювання (синдром Лінча, синдром Коудена). Фактори ризику розвитку саркоми матки включають попередню променеву терапію малого тазу, використання тамоксифену в анамнезі, ретинобластому в дитинстві в анамнезі та синдром спадкового лейоміоматозу та нирково-клітинної карциноми (HLRCC).

## Діагностика
Щоб оцінити наявність раку матки, клініцист може провести огляд органів малого таза, щоб візуально оглянути внутрішні органи тазу та відчути розмір і положення матки та яєчників. Також можна зробити «мазок Папаніколау», щоб почистити боки шийки матки, щоб зібрати клітини для тестування та подивитися під мікроскопом. Розширення та кюретаж часто проводять для взяття зразка тканини слизової оболонки матки. Ультразвукове дослідження також часто виконується для виявлення пухлин.

## Скринінг і профілактика
Скринінг на рак матки не рекомендується, за винятком жінок із певними спадковими захворюваннями, які підвищують ризик (Lynch, Cowden, HLRCC).
Загалом комбіновані оральні контрацептиви та таблетки, що містять тільки прогестин, захищають від раку матки. Втрата ваги та/або баріатрична хірургія знижує ризик для пацієнтів із ожирінням.